# 家产制
家产制是一种统治者根据个人忠诚度来进行统治的治理形式。这种忠诚度源自于金主与客户的关系、个人效忠、亲属关系及其组合。家产制通常与贪污、投机主义和机器政治密切相关。 它可能导致国家欠发达和国家能力变弱。
与许多其他治理系统不同，家产制下统治者的合法性不是来自于个人魅力或使命感，而主要依靠他们分配奖惩的能力。家产制最初由马克斯·韦伯提出，与法理型权威形成对比。在这样的制度中，公共行政没有效率目标，政府工作人员的晋升不是基于能力、经验或培训。
虽然家产制在专制政权中很常见，但它并不是专制政权的必要组成部分。民主政府同样可以具有家产制特征，特别是在脆弱和欠发达的国家。 一些学者发现，近年来家产制在全球范围内变得更加普遍，涵盖专制国家和民主国家。

## 学者的描述

### 马克斯·韦伯
朱莉娅·亚当斯指出：“在韦伯的《经济与社会》中，家产制主要指一种以统治者家庭为基础的治理形式。统治者的权力是以家庭为单位的。政治管理仿照家庭的运作方式。家产制的概念体现了一种独特的治理和管理风格，这与韦伯所理想化的法理型权威形成鲜明对比”。她还指出，韦伯用家产制来描述“近代欧洲国家主义和君主专制政治”。对韦伯来说，父权制是家产制的核心，也是其典范和起源。

### 什穆埃尔·诺厄·艾森施塔特
什穆埃尔·诺厄·艾森施塔特创造了“新家产制”这个术语，用以区分历史上的家产制政权与拉丁美洲、南亚和中东的“后传统”社会。

### 理查德·派普斯
历史学家兼哈佛大学俄罗斯历史名誉教授理查德·派普斯将家产制定义为“一种在主权与所有权之间难以分辨的政体。在这种政体中，政治权力与经济权力行使的方式相同。”

### 巴克(Johannes Iemke Bakker)
圭尔夫大学社会学家巴克指出：
（家产制）的关键在于，合法权力直接或间接地依赖于统治者的个人影响力。统治者可以单独行动，也可能是一个强大精英集团或寡头集团的一员。统治者并不被视为暴君。现代罗马天主教会的结构仍然是家产制的例子。统治者及其家庭或团体中的少数关键成员对治理有全方位的个人控制权。即便是间接统治的形式，也可能涉及精英神父，教会官员，以及军事力量的参与。神职人员可能会为领导者祈求神灵的指引。国王、苏丹、摩诃罗阇或其他统治者在特殊情况下可以做出独立决定，几乎没有任何制衡机制。除非成为新的家产制统治者，否则没有个人或团体能够持续对抗统治者。统治者被视为主要的土地拥有者。在极端情况下，所有的土地和人民都归其所有。统治者的法律权威基本上不受挑战；尽管可能存在礼仪和荣誉的观念，但没有公认的案例法或正式的法律体系。

### 弗朗西斯·福山
弗朗西斯·福山在其著作《政治秩序的起源》中指出：
人类的社会性自然地建立在两个原则之上，即亲属选择和互惠利他主义。亲属选择，即包容性适应原则，认为人们会根据共享基因的比例对亲属（或被视为亲属的人）表现出利他行为。互惠利他主义则指出，随着时间的推移，人们之间的互动倾向于发展出互惠互利或互害的关系。与亲属选择不同，互惠利他主义不依赖于基因关系；而是依赖于反复的、直接的个人互动以及由此产生的信任关系。在缺乏其它非个人化制度激励的情况下，这些社会合作方式成为人类互动的默认方式。当非个人化制度出现衰退时，这些合作形式总会自然回归，因为它们本就是人类的天然行为。我所提到的家产制就是基于其中一个原则的政治体现。因此，当中国汉朝末年的官僚机构为统治者的亲属所控制，当耶尼切里军团希望他们的儿子进入军团，当旧制度下的法国将官职作为遗产出售时，这种自然的世袭原则只是在重新确立其地位。

## 示例
理查德·派普斯指出，埃及的托勒密王朝和帕加马的阿塔罗斯王朝都是早期的家产君主制国家，它们都继承了亚历山大大帝的帝国。
派普斯认为，从十二世纪到十七世纪，甚至可以说直到1917年的俄罗斯，都一直实行着家产制。
让·博丹在《共和六书》（1576-1586 年）中描述了一种领主君主制，其中君主拥有所有土地。他指出，土耳其和莫斯科是当时欧洲仅有的例子。
苏哈托执政之前及其统治期间，印度尼西亚的政治经济常被视为家产制。 
兰德尔·柯林斯根据马克斯·韦伯的定义认为，像黑帮和黑手党这样的有组织犯罪集团构成了家产制的政治组织，这与现代国家的官僚性质形成鲜明对比。
约翰纳森·劳赫(Johnathan Rauch)称，在唐纳德·特朗普的第二任期内，他的治理风格是家产制的，因为他拒绝遵守国家的规则、规范和制度。

## 进一步阅读
- 裙带资本主义
- 新家产制(Neopatrimonialism)
- 沙皇专制
- 家庭之父(Pater familias)